# 山西煤炭化学工业大学
山西煤炭化学工业大学是曾位于山西省昔阳县大寨村的一所化工院校。1981年参与合并太原工学院。

## 历史沿革
- 文革结束后，1977年，栾茀建议山西省创办一所煤炭化工大学[2]。省委批准了创办“煤大”的建议，并任命他为山西煤炭化工大学筹备组领导成员。但1978年，栾茀已身患绝症。
- 1978年，教育部下达[78]教计字第1427号文产，同意山西省新建一所两千人规模的煤炭化学工业大学。[1]
- 1979年7月，时任中华人民共和国副总理薄一波前来山西，在研究如何把山西建成煤炭能源基地问题时指出：要建设煤炭能源基地，必须尽快抓好培养人才问题。根据省委有关领导的意见，决定煤化大学要立即招生。1979年9月，省委以[1979]112号文件通知：成立煤化大学筹备领导组，郁世仁任组长，郑挺、谷香远、王成生、栾茀、徐吉心为领导组成员。栾弗因病长期住院，但对学校筹建工作仍十分关心。
- 1979年9月11日、12日，山西省高等教育局召开会议，专门研究煤化大学的招生和开学问题，决定新生暂住昔阳县原大寨农学院校址，两年后回太原市；山西煤炭化学工业大学立即招生，并要求力争在9月24、25日日新生到昔阳县报到。因时间极为仓促，有些课请不到兼课教师，经请示省高教局同意，新生报到时间推迟到九月底。
- 1979年9月，学校招收新生206名，设煤化工工程、煤化学及分析化学、煤化工机械三个专业，划分为六个小班上课。
- 1979年10月4日，山西煤炭化学工业大学在昔阳县举行了开学典礼大会。
- 1980年夏，煤化工程，煤化分析两个专业继续招收新生206名。

学校新招收的学生暂住昔阳县，校址要在二年后搬回太原，基本建设能否搞上去，就成为关键问题之一。但直至学校合并之前，该校校址仍未能确定，学校发展陷入停滞。
- 1980年，山西省高等教育厅征求学校意见，希望学校停办；学校领导表示不同意停办，提出煤化大学应保留，基建可加快落实，四百多名学生可交太原工学院代培；1980年12月19日，学校以晋煤化办字[80]第21号《关予坚持把山西煤炭化学工业大学办下去的紧急报告》呈报省人民政府并报国务院、教育部、煤炭部；领导组成员栾茀住在医院重病垂危时，仍亲笔向省、厅领导恳切陈词，吁请保留山西煤化大学[3]。
- 1980年12月31日，中共山西省委决定，“煤化大学停办，合并到太原工学院，单独成立一个系”。
- 1981年7月中旬，交接正式开始的，412名学生于7月15日全部到太原工学院报到而后放暑假。同年9月1日全部到太原工学院报到上课。

## 组织机构

### 煤化大学筹备领导组
组长：郁世仁
领导组成员：郑挺 谷香远 王成生 栾茀 徐吉心

### 煤化大学临时党委会
书记：郁世仁
副书记：郑挺

## 知名人物
- 栾茀